# أتيا (أسطورة)

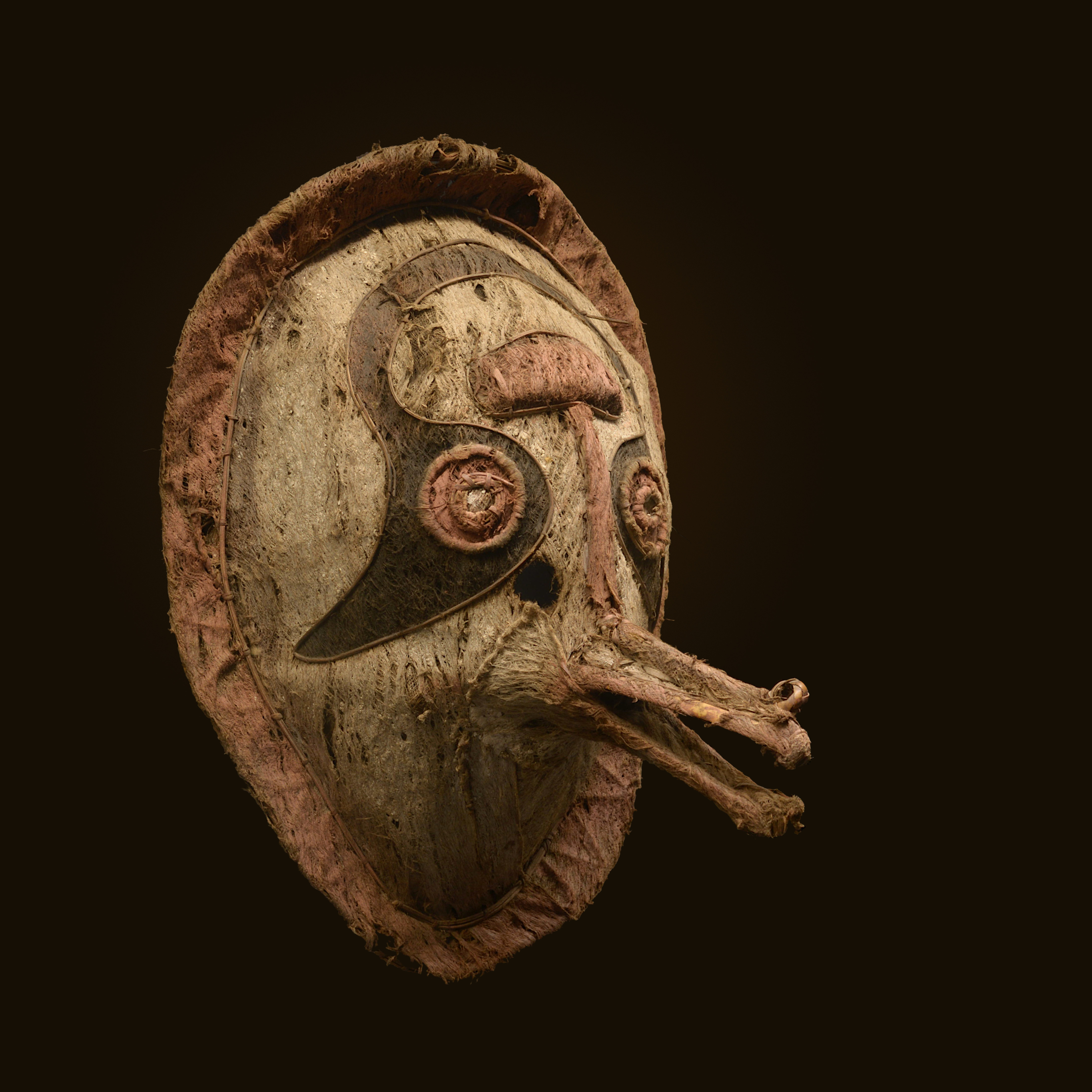
أتيا (إله بولينيزي)

أتيا (بالإنجليزية: Atea)‏ إله بدائي بولينيزي، انقسم إلى قسمين. وبذلك أصبح الرب رانغي Rangi والربة بابا Papa وهما والدا جميع الآلهة. في أساطير تاهواتا ظهر آتيا ومعناه (المكان) ذات صباح من الكاوس الخاوي، أو الفوضى، وبعد أن حرر نفسه، صنع مكانا لأتانوا Atanua حتى تظهرا منه. تزوجا وكان لهما ولد هو تو میا، الرجل الأول.
أما في الميثولوجيا التواموتونية (نسبة إلى جزر تواموتو Tuomotu وهي ثمانون جزيرة صغيرة في الجنوب الشرقي للمحيط الهادي) فإن أتيا إله السماء، الذي تزوج من فاهوتو Fa'hotu ولكن بعد أن مات المولود الأول الساحر تاهو Tahu على صدر فاهوتو الرحب، معه ولدان، وهما الربان اللذان غيرا الجنس. وهناك أسطورة تروى عن أتيا وتاني Tane، وهو رب شاب حاول أتیا أن يأسره. وبعد أن أرسل مجموعة من الآلهة ضده، فر الرب الشاب إلى الأرض وراح يتجول فيها، إلى أن بات جائعا مما جعله يقتل أحد أجدادهم ويأكله. وكان عمله هذا فاتحة لما صار يعرف باسم أكل لحوم البشر cannibalism. وبعد أن بلغ مبلغ الرجولة، أعلن تاني الحرب على أتيا، وقتله بصواعق جده فاتو - تيري Fatu – tiri.